# エドワード・サンドストローム
エドワード・サンドストローム（Edward Sandström、1979年1月4日 - ）は、スウェーデンのプロレーシングドライバー。
彼は5つのSTCCレースで優勝し、 2007年のポルシェカレラカップスカンジナビアでシリーズチャンピオンを獲得した。
2015年5月17日、サンドストロームは彼のキャリアで最大の勝利の1つである、チームWRTを使用したAudi R8 LMSGT3でニュルブルクリンク24時間レースに参戦。彼は勝利をニコ・ミュラー、クリストファー・ミーズ、ローレンス・ヴァントールと共有した。
2017年12月、Expressenは、Sandströmとマティアス・エクストロームがスウェーデンとノルウェーで新しいレーシングシリーズ、GT4 Nordic EuropeanSeriesを開始すると報告した。しかし、それはシリーズは実現しなかった。
近年、サンドストロームはニュルブルクリンク24時間レースに参戦を続けており、アウディやメルセデスからゲストドライバーとして参戦した。

## レース戦績

### スパ・フランコルシャン24時間レース
| スパ24時間レース 結果 | スパ24時間レース 結果                          | スパ24時間レース 結果                           | スパ24時間レース 結果     | スパ24時間レース 結果 | スパ24時間レース 結果 | スパ24時間レース 結果 | スパ24時間レース 結果 |
| 年                    | チーム                                         | コ・ドライバー                                  | 使用車両                  | クラス                | 周回                  | 順位                  | クラス 順位           |
| --------------------- | ---------------------------------------------- | ----------------------------------------------- | ------------------------- | --------------------- | --------------------- | --------------------- | --------------------- |
| 2011年                | ニード・フォー・スピード・チーム・シューベルト | ディルク・ヴェルナー クラウディア・ユルゲン     | BMW・Z4 GT3               | GT3 Pro               | 543                   | 2位                   | 2位                   |
| 2012年                | ベルジャン・アウディクラブ・チーム・WRT        | ローレンス・ヴァントール マルコ・ボナノミ       | アウディ・R8 LMS ウルトラ | Pro                   | 417                   | 31位                  | 8位                   |
| 2013年                | ベルジャン・アウディクラブ・チーム・WRT        | マルセル・フェスラー マティアス・エクストローム | アウディ・R8 LMS ウルトラ | Pro                   | 149                   | DNF                   | DNF                   |
| 2014年                | サンテロック・レーシング                       | ステファン・オルテリ グレゴリー・ギルベール     | アウディ・R8 LMS ウルトラ | Pro                   | 525                   | 4位                   | 4位                   |
| 2015年                | サンテロック・レーシング                       | マルク・バッセン グレゴリー・ギルベール         | アウディ・R8 LMS ウルトラ | Pro                   | 179                   | DNF                   | DNF                   |
| 2017年                | HTPモータースポーツ                            | ドミニク・バウマン ファビアン・シラー           | メルセデスAMG・GT3        | Pro                   | 545                   | 7位                   | 7位                   |

### ニュルブルクリンク24時間レース
| ニュルブルクリンク24時間レース 結果 | ニュルブルクリンク24時間レース 結果            | ニュルブルクリンク24時間レース 結果                                      | ニュルブルクリンク24時間レース 結果 | ニュルブルクリンク24時間レース 結果 | ニュルブルクリンク24時間レース 結果 | ニュルブルクリンク24時間レース 結果 | ニュルブルクリンク24時間レース 結果 |
| 年                                  | チーム                                         | コ・ドライバー                                                           | 車                                  | クラス                              | 周回                                | 順位                                | クラス 順位                         |
| ----------------------------------- | ---------------------------------------------- | ------------------------------------------------------------------------ | ----------------------------------- | ----------------------------------- | ----------------------------------- | ----------------------------------- | ----------------------------------- |
| 2010年                              | ニード・フォー・スピード・チーム・シューベルト | マルコ・アルトゥング パトリック・ソダーランド マーティン・オーリン       | BMW・Z4 GT3                         | SP9 GT3                             | 152                                 | 4位                                 | 2位                                 |
| 2011年                              | ニード・フォー・スピード・チーム・シューベルト | トミー・ミルナー フレデリック・ラーション クラウディア・ユルゲン         | BMW・Z4 GT3                         | SP9 GT3                             | 61                                  | DNF                                 | DNF                                 |
| 2012年                              | スピードハンターズ・チーム・WRT                | オリバー・ジャービス アンドレア・ピッチーニ アンデルス・シモンセン       | アウディ・R8 LMS ウルトラ           | SP9 GT3                             | 135                                 | 32位                                | 14位                                |
| 2013年                              | ベルジャン・アウディクラブ・チーム・WRT        | ローレンス・ヴァントール クリストファー・ミース クリストファー・ハーゼ   | アウディ・R8 LMS ウルトラ           | SP9 GT3                             | 44                                  | DNF                                 | DNF                                 |
| 2014年                              | G-ドライブ・レーシング                         | ロマン・ルシノフ ステファン・オルテリ ニコ・ミュラー                     | アウディ・R8 LMS ウルトラ           | SP9 GT3                             | 113                                 | DNF                                 | DNF                                 |
| 2015年                              | アウディスポーツ・チーム・WRT                  | ローレンス・ヴァントール クリストファー・ミース ニコ・ミュラー           | アウディ・R8 LMS ウルトラ           | SP9 GT3                             | 156                                 | 1位                                 | 1位                                 |
| 2016年                              | アウディスポーツ・チーム・WRT                  | スチュワート・レオナルド フレデリック・ヴェルヴィシュ ロビン・フラインス | アウディ・R8 LMS                    | SP9                                 | 130                                 | 8位                                 | 8位                                 |
| 2017年                              | メルセデスAMG チーム・HTPモータースポーツ      | ドミニク・バウマン マクシミリアン・ブーク エドアルド・モルタラ           | メルセデスAMG・GT3                  | SP9                                 | 155                                 | DNF                                 | DNF                                 |
| 2018年                              | ランドグラフ・モータースポーツ                 | ケネス・ヘイヤー セバスチャン・アッシュ トリスタン・ヴォーティエ         | メルセデスAMG・GT3                  | SP9                                 | 132                                 | 10位                                | 9位                                 |

## ソース
- ドライバーデータベース。 （英語）
- スーパーツーリングレギスター